# Joseph Teusch
Joseph Teusch, auch Josef Teusch, (* 15. Februar 1902 in Köln; † 20. September 1976 ebenda) war ein deutscher Geistlicher und von 1952 bis 1969 Generalvikar des Erzbischofs von Köln.

## Leben
Teusch war der Sohn der Textilkaufleute Heinrich Teusch und Gertrud Gülich.
Er absolvierte in Essen das Abitur und studierte dann an der Universität zu Bonn von 1921 bis 1925 Theologie. Nach seiner Ausbildung im Kölner Priesterseminar empfing er 1927 die Priesterweihe und ging von 1927 bis 1929 als Kaplan nach Köln-Raderthal. Anschließend hielt er sich bis 1932 zum Promotionsstudium in Rom auf.
Am 16. März 1934 wurde er zum Domvikar ernannt. Im gleichen Jahr übernahm er die Leitung der von Karl Joseph Kardinal Schulte gegründeten Abwehrstelle gegen die nationalsozialistische antichristliche Propaganda. Teusch brachte in dieser Position einige Schriften zur Widerlegung der Weltanschauung des Nationalsozialismus heraus, die eine weite Verbreitung fanden. So 1934 die Schrift Studien zum Mythus des 20. Jahrhunderts gegen einen der wichtigsten Ideologen des Nationalsozialismus, Alfred Rosenberg, und 1936 die Schrift Katechismuswahrheiten. Von 1944 bis 1952 leitete er als Direktor das Collegium Leoninum in Bonn.
Erzbischof Joseph Kardinal Frings berief Teusch am 6. März 1952 zu seinem Generalvikar. Dieses Amt hatte er bis zur Resignation von Frings am 23. Februar 1969 inne. Als Generalvikar regte er die Partnerschaft zwischen dem Erzbistum Köln und dem Erzbistum Tokio an, die ein weltkirchliches Pilotprojekt war.
1958 trug Frings als Vorsitzender der Fuldaer Bischofskonferenz die von Generalvikar Teusch erarbeitete Konzeption des weltweit ersten Werkes Gegen Hunger und Krankheit in der Welt vor, das von der Konferenz unter dem Namen Bischöfliches Hilfswerk Misereor beschlossen wurde. Für die Vorgeschichte von Misereor ist bedeutsam, dass  Teusch 1957 einen Reisebericht von Jakob Alfons Holl über die Arbeit von Mutter Teresa in Kalkutta gelesen hatte, dem Holl ergreifende, selbst gefertigte Fotos von der Armut der Kinder in Indien beigelegt hatte. In seinem Bericht schildert er u. a., wie sich Mutter Teresa in ihrem von der Stadt geschenkten Tempel um Sterbende kümmerte und sie liebevoll bis zum Tod begleitete. Er berichtet auch darüber, wie in seinem eigenen Schoß zwei Menschen gestorben waren.
Die ab 1961 auf Bitten der Päpstlichen Kommission für Lateinamerika von den deutschen Bischöfen getragene Bischöfliche Aktion Adveniat geht ebenfalls auf eine gemeinsame Initiative von Teusch und Frings zurück. Während des Zweiten Vatikanischen Konzils war Teusch Konzilsberater des Kölner Erzbischofs Kardinal Frings. Teusch starb am 20. September 1976 in Köln.

## Ehrungen
- Am 21. Juni 1960 ernannte die theologische Fakultät der Universität Bonn Teusch  zum Ehrendoktor.
- Am 4. November 1974 ernannte die wirtschaftswissenschaftliche Fakultät der Nanzan-Universität zu Nagoya Teusch zum Ehrendoktor.
- In Köln ist eine Straße nach ihm benannt.

## Schriften
- Und Christus ist dennoch der Herr, Köln 1935
- Arteigene Religion? Brief an einen Neureligiösen, Bad Godesberg 1935
- Katholischer Glaube in der Stunde der Bewährung, Leutersdorf 1936
- Ist die Kirche alt und müde geworden?, Bad Godesberg 1938
- Worte des Herrn, Köln 1977